# 加養浩幸
加養 浩幸（かよう ひろゆき）は、日本の指揮者、吹奏楽指導者、トランペット奏者。

## 職歴・役職等
主に全国の小中高の吹奏楽部およびアマチュア吹奏楽団のバンドディレクターとして吹奏楽の発展、普及に寄与している。
また吹奏楽コンクールでは千葉市立土気中学校をはじめ数々の団体の全国大会出場へ導き、アマチュア吹奏楽界に多くの業績・経歴を持つ。
元尚美学園客員教授、元東京音楽大学非常勤講師(※2009～2011年契約終了)、東海大学客員准教授、日本バンドクリニック委員会委員、日本吹奏楽学会理事。

## 略歴
千葉県出身。大網白里町立大網中学校卒業、千葉県立千葉商業高等学校卒業。父親の営むパン屋を継ぐために大学へ入学するが、小学校より好きだった音楽をあきらめられず東京音楽大学に入学し、トランペットを専攻する。大学ではNHK交響楽団のトランペット奏者を務めた経験がある金石幸夫に師事した。大学卒業後は千葉市緑区にある千葉市立土気中学校に教師として着任した。
その後同中学校の吹奏楽部顧問を務めると、部を9年間連続して吹奏楽の全国大会へと導いた上、1992年には5年連続金賞受賞のため特別演奏団体として参加させるまでに部を成長させた。学外では、千葉市土気町を拠点として1988年に結成された一般吹奏楽団「土気シビックウインドオーケストラ」の音楽監督に1994年に就任、ここでも団体を12回も全国大会へと導き、10回の金賞受賞という快挙を成し遂げた。
千葉市立土気中学校には、東京音楽大学の学生時代から指導をしていた。1985年には、大網ウインドアンサンブルを指揮して吹奏楽コンクールに出場している。1995年に成東町立成東中学校に転出、1996年に退職後、尚美学園の講師となる。
1997年、1999年、2001年の各年に行われた文化庁主催の文化国際交流事業では音楽監督として活躍、その他にニュージーランドとカナダへ赴いた千葉県ジュニアバンドの海外演奏旅行でも音楽監督を務めた。また、1998年にはカナダ・ブリティッシュコロンビア州が主催するバンドクリニックにおいても講師を務めた。その他、日本全国にある学校の吹奏楽部・各種音楽団体の講師や、音楽コンクールの審査員などを歴任している。指揮者や講師として携わったイベントには他に「富士山河口湖音楽祭2006」、「シエナ・ウインド・オーケストラ演奏会」などがある。
加養が顧問・音楽監督等を務める吹奏楽団以外への客演もあり、そうした楽団を指揮してのCD録音もある。